# Ghiacciaio Ramsey
Il ghiacciaio Ramsey (in lingua inglese: Ramsey Glacier) è un ghiacciaio lungo circa 80 km, che ha la sua origine nei Monti Bush, vicino al bordo dell'Altopiano Antartico; fluisce in direzione nord verso la Barriera di Ross, a est del Den Hartog Peak. I Monti Bush sono una catena montuosa dei Monti della Regina Maud, in Antartide. 
Fu scoperto dai membri dell'United States Antarctic Service (USAS) durante il Flight C del 29 febbraio-1 marzo 1940. La denominazione fu assegnata dal Comitato consultivo dei nomi antartici (US-ACAN) su raccomandazione del retroammiraglio Richard Evelyn Byrd in onore dell'ammiraglio DeWitt Clinton Ramsey,  della U.S. Navy, vice responsabile delle operazioni navali durante l'operazione Highjump del 1946-47.